# مارا برونيتي
مارا برونيتي (من مواليد 9 أبريل 1976) هي سباحة إيطالية متزامنة سابقة شاركت في الألعاب الأولمبية الصيفية لعام 1996 وفي الألعاب الأولمبية الصيفية لعام 2000. 